# Hyundai Atos
Pour les articles homonymes, voir Atos.
La Hyundai Atos est un véhicule construit par le constructeur automobile Sud-Coréen Hyundai. La version originale est créée en 1997, la version Atos Prime à partir de 1999. La production de l'Atos Prime est encore en cours dans les autres pays jusqu'à présent.

## Première génération

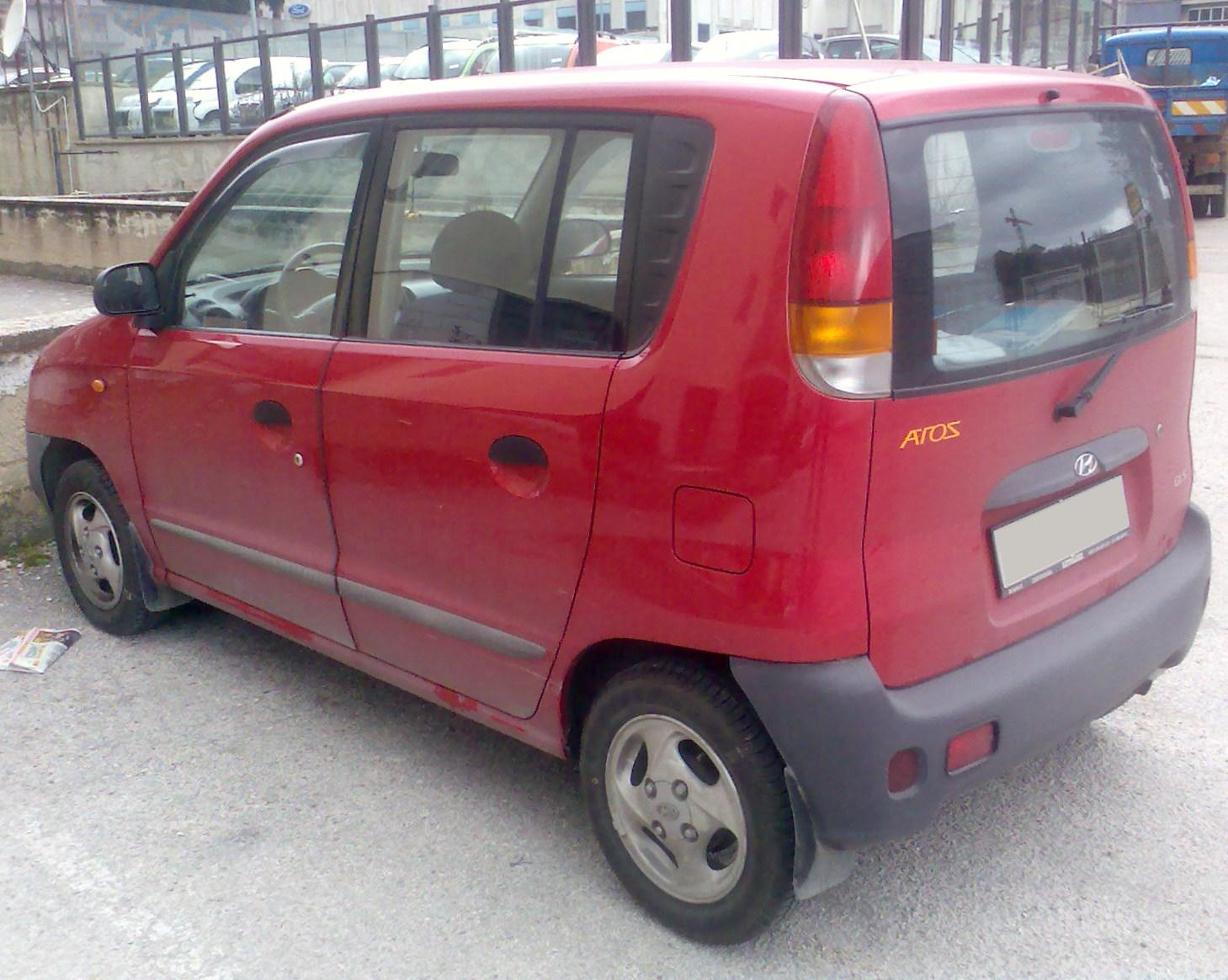
La Hyundai Atos.

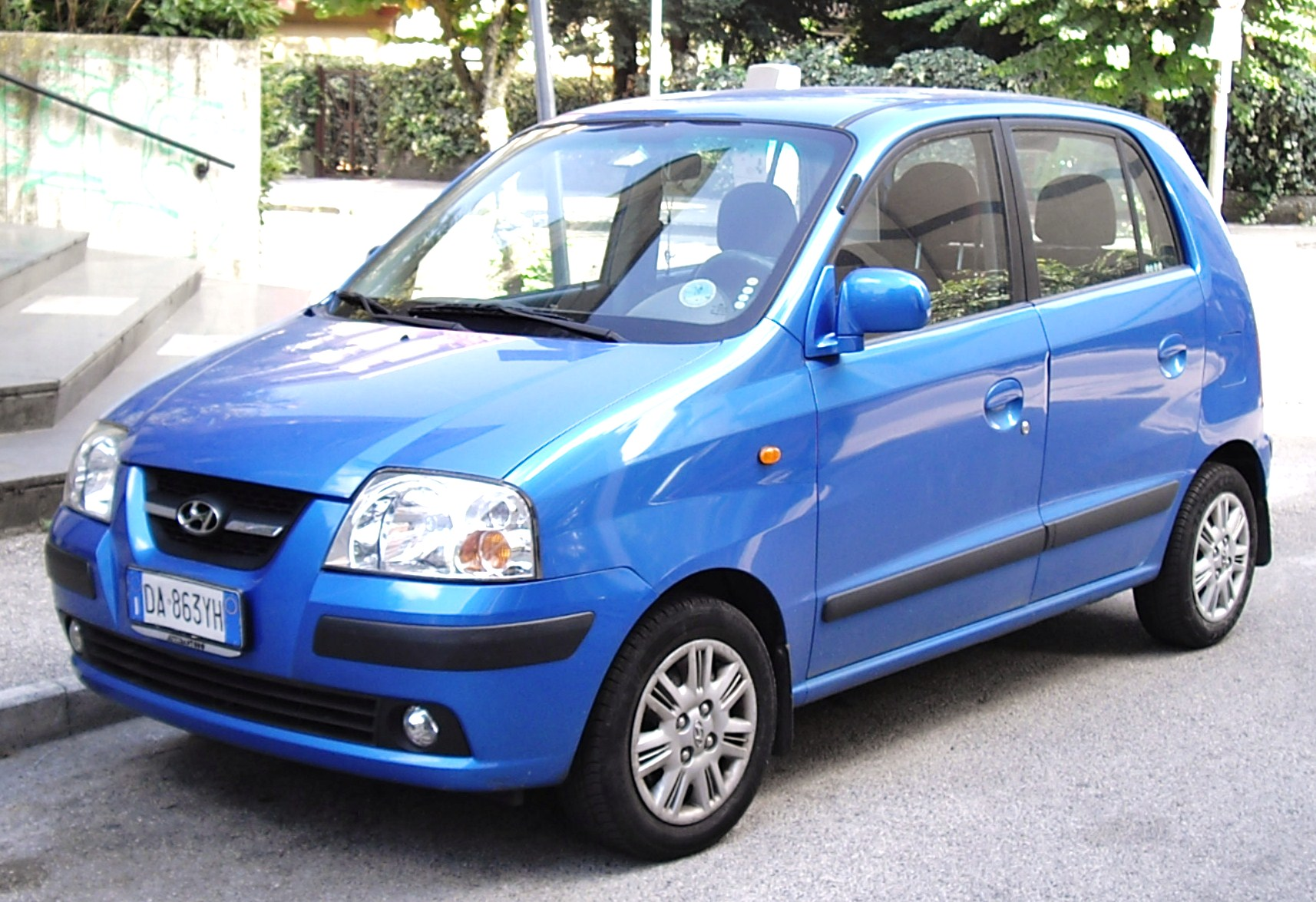
La Hyundai Atos Prime.

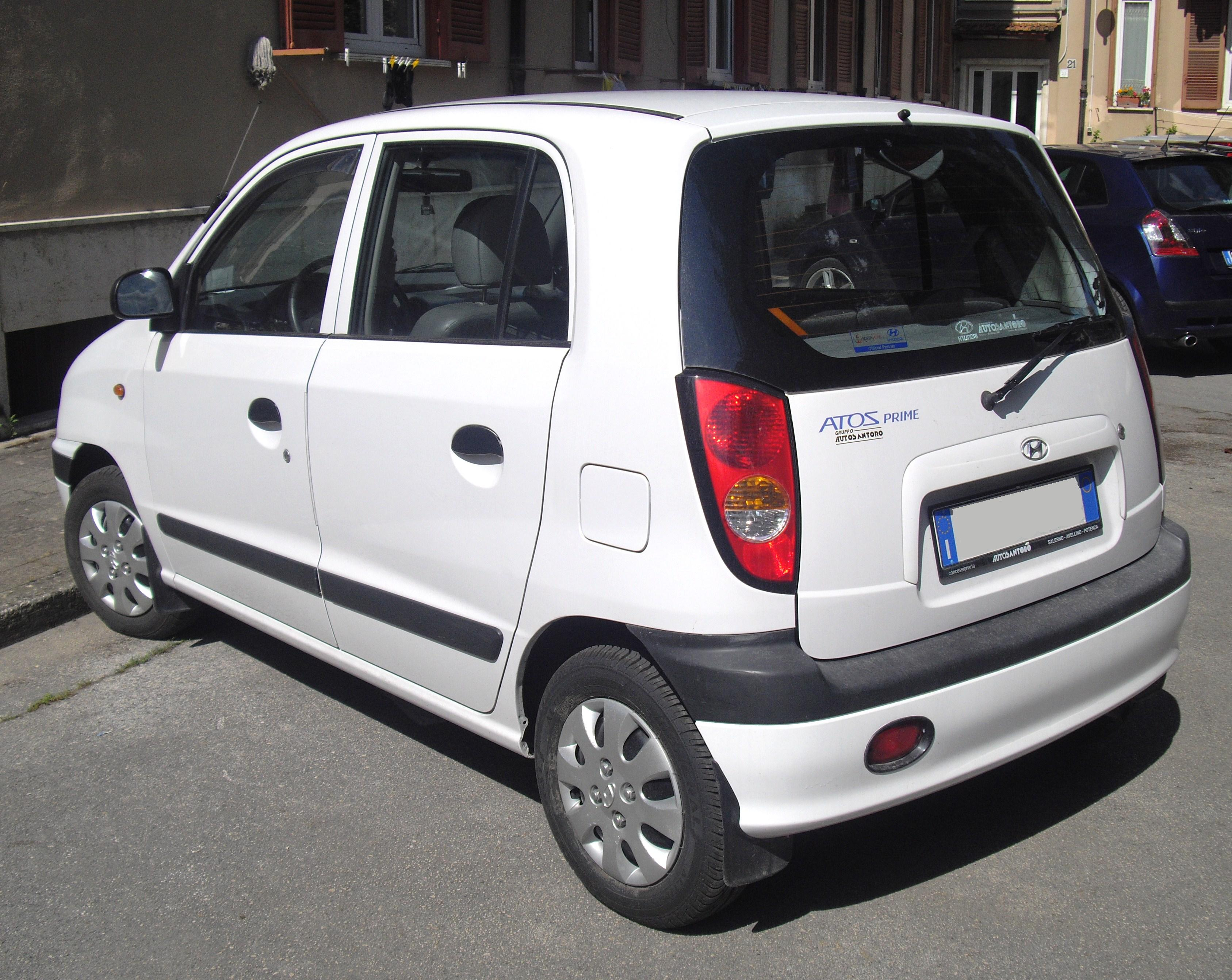
La Hyundai Atos Prime.

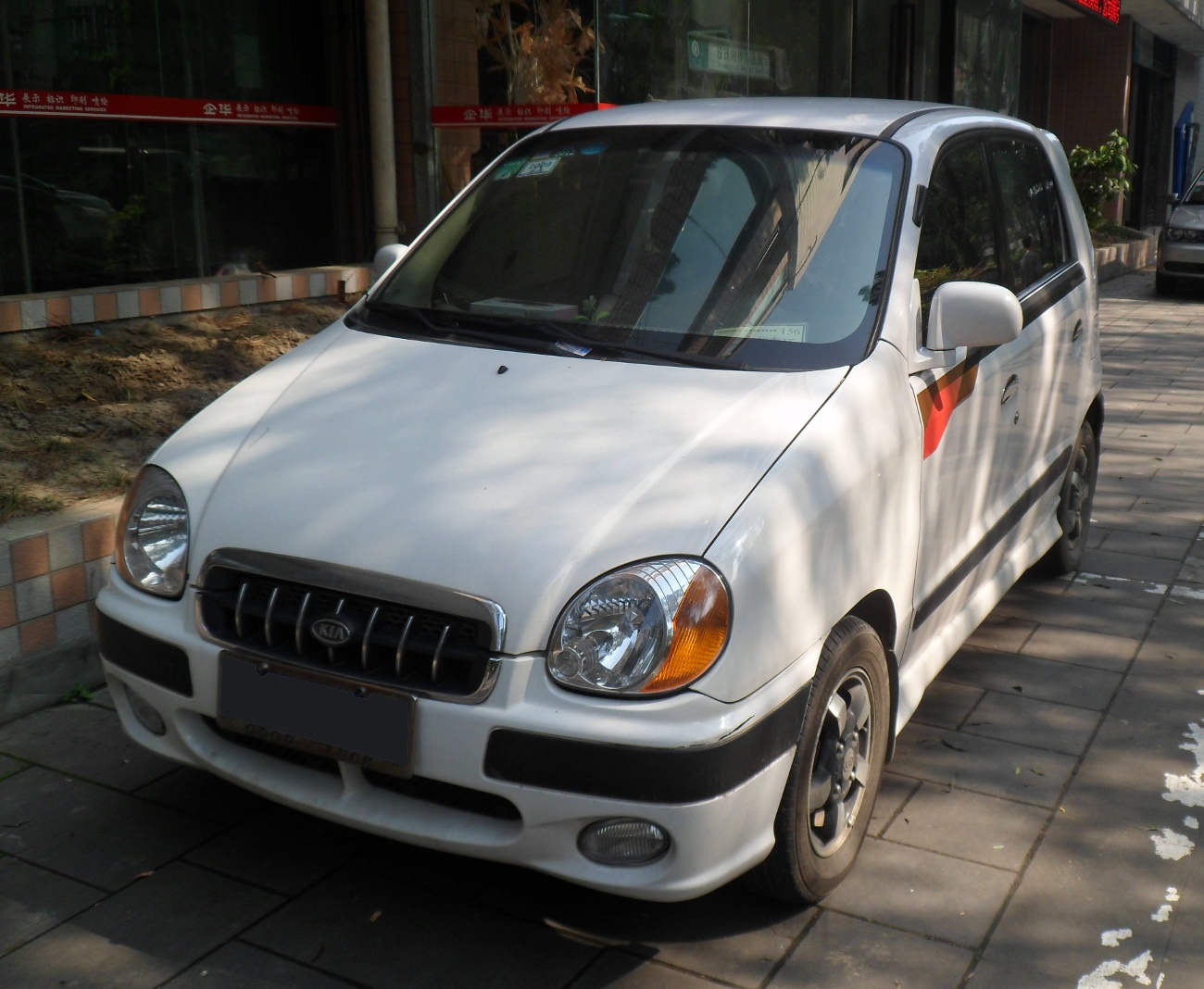
Kia Visto

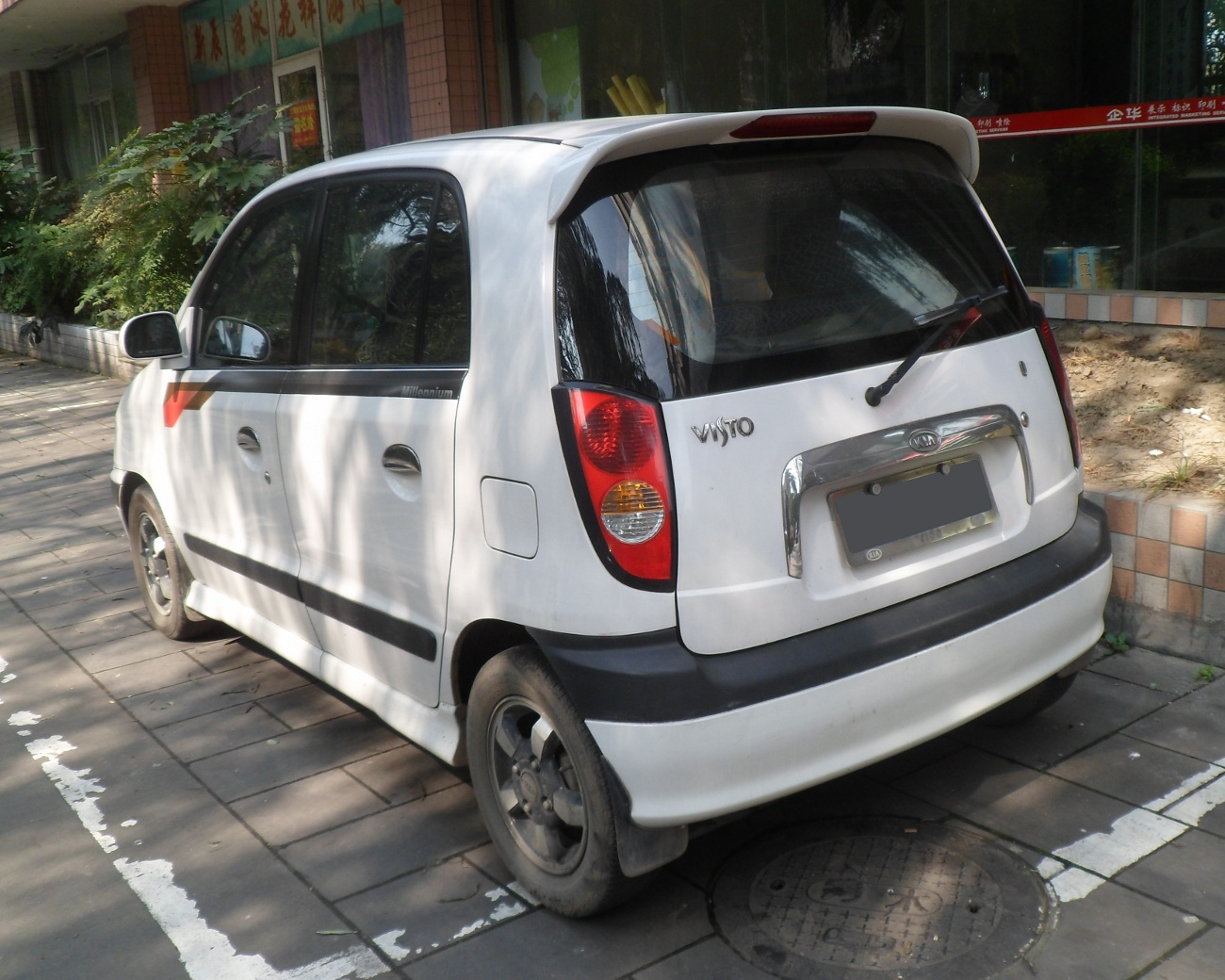
Kia Visto

Fabriquée à partir de 1997, elle est lancée en Europe en 1998. 
Cette voiture citadine cinq portes d'entrée de gamme se compose d'une gamme relativement simple et n'est commercialisée qu'avec un petit moteur 1.1 essence.
Son unique finition d'équipements, baptisée « Pack », est très rudimentaire et comporte, entre autres, les équipements suivants : 
- volant ajustable en cuir,
- sellerie tissu,
- banquette fractionnable en deux parties,
- ABS, airbags latéraux et phares antibrouillards.

La finition est compensée par un prix de base très attractif (environ 9 000 €) et une bonne modularité. Les options sont l'autoradio CD, la climatisation ou encore la peinture métallisée.
Cette automobile est très populaire en Inde, en Grèce et en Italie. Elle est également connue en Corée du Sud sous l'appellation Kia Visto dotée d'un excellent moteur 1.2 L à turbocompresseur.
En dépit de réelles qualités, cette petite citadine à cinq portes a eu bien du mal à s'imposer dans son segment, terrain de prédilection pour ses nombreuses concurrentes plus modernes, que sont la Citroën C1, la Toyota Aygo, la Volkswagen Fox ou encore la Renault Twingo, remplacée en 2007.
En 2008, la Hyundai i10 lui succède sur le marché européen.

## Deuxième génération

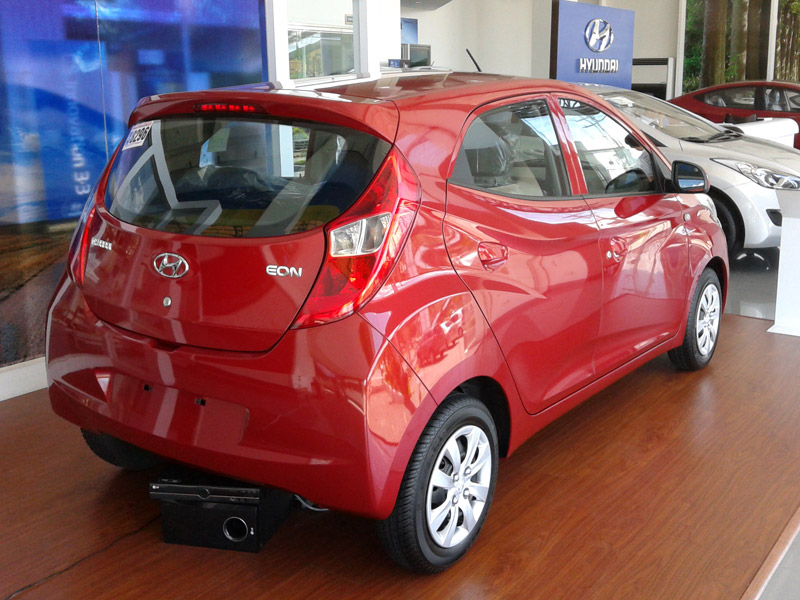

### Finition
- GL
- GLS